# Віла-Руйва (Куба)
Віла-Руйва (порт. Vila Ruiva; МФА: [ˈvi.ɫɐ ˈʁuj.vɐ]) — парафія в Португалії, у муніципалітеті Куба. Розташована в південній частині країни, на теренах історичної португальської провінції Алентежу. Входить до складу округу Бежа. За адміністративним поділом, чинним до 1976 року, терени парафії були складовою провінції Нижнє Алентежу. Належить до Безької діоцезії Католицької церкви. Патрон — Діва Марія. Площа — 20,1223 км². Населення — 467 ос. (2011). Слабо урбанізований регіон. Густота населення — 23,21 осіб/км²
. Код — 020704.

## Населення
| Кількість мешканців | Кількість мешканців | Кількість мешканців | Кількість мешканців | Кількість мешканців | Кількість мешканців | Кількість мешканців | Кількість мешканців | Кількість мешканців | Кількість мешканців | Кількість мешканців | Кількість мешканців | Кількість мешканців | Кількість мешканців | Кількість мешканців |
| ------------------- | ------------------- | ------------------- | ------------------- | ------------------- | ------------------- | ------------------- | ------------------- | ------------------- | ------------------- | ------------------- | ------------------- | ------------------- | ------------------- | ------------------- |
| 1864                | 1878                | 1890                | 1900                | 1911                | 1920                | 1930                | 1940                | 1950                | 1960                | 1970                | 1981                | 1991                | 2001                | 2011                |
| 633                 | 697                 | 749                 | 792                 | 1 018               | 1 046               | 1 294               | 1 386               | 1 474               | 1 313               | 960                 | 837                 | 706                 | 625                 | 467                 |